# Intimisterna

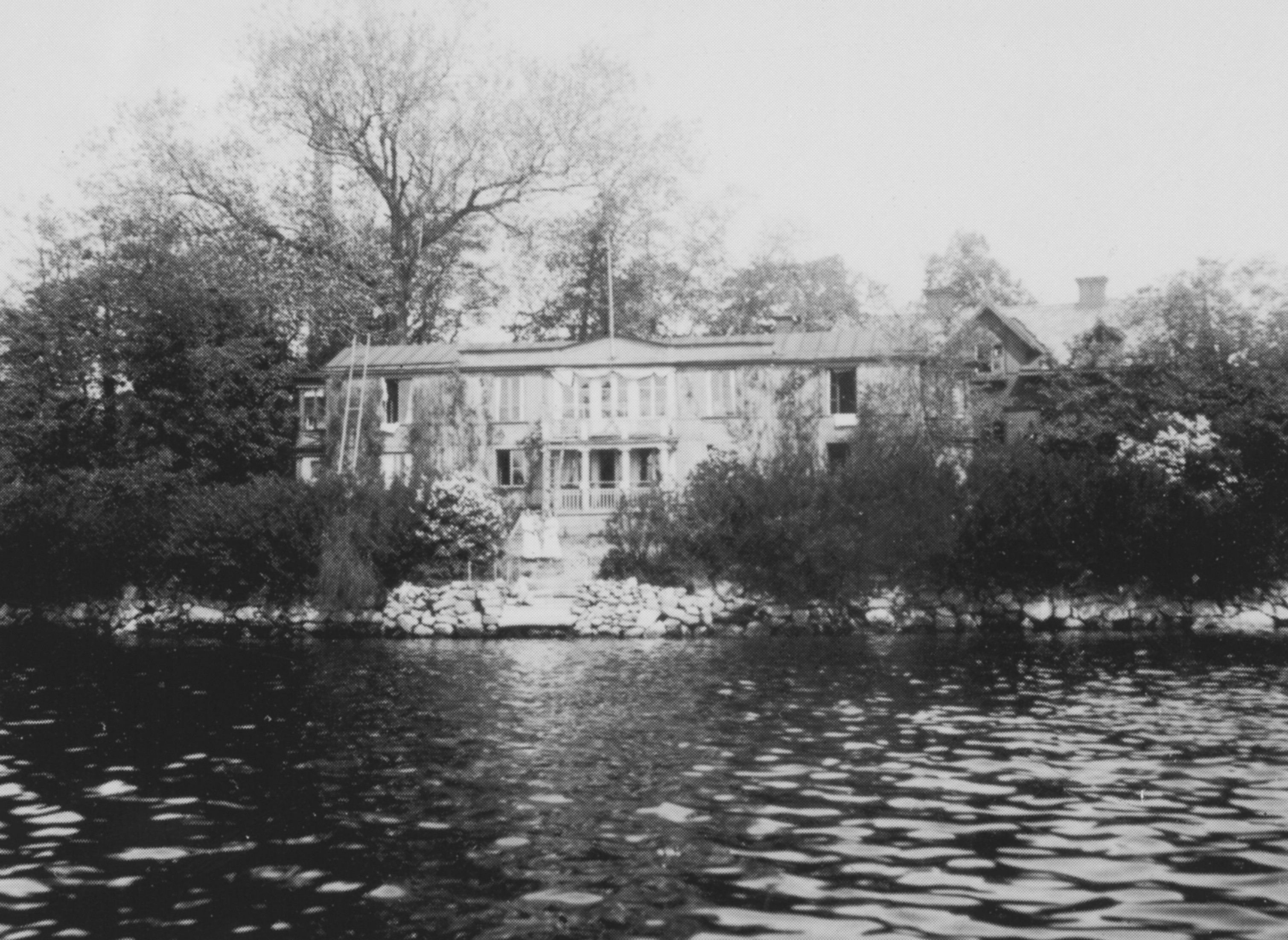
Sjövillan på Smedsudden, 1920-tal.

Intimisterna var en beteckning som myntades i december 1917 av August Brunius i en recension i Dagens Nyheter och som han använde för att karaktärisera de tre målarna Victor Axelson, Alf Munthe och Torsten Palm som vid den tiden ställde ut tillsammans. Begreppet användes senare även om andra konstnärer med liknande konstnärligt temperament.

## Allmänt
Intimisterna brukar ses som en motpol till expressionisterna och Matisse-elevernas kraftfulla färg- och formbyggen. Många av intimisternas målningar är små till formatet och motiven är lugna, idylliska och koncentrerade. Gruppens medlemmar hämtade gärna inspiration från fransk impressionism och från äldre svenskt landskapsmåleri, men även från Paul Cézanne. Ibland kallades deras stil för intim realism.
Vissa av konstnärera går även under namnet Smedsuddskoloristerna eller Smedsuddsskolan, eftersom flera av dem samlades på Smedsudden, en liten halvö i Riddarfjärden på Kungsholmen i Stockholm, under somrarna 1917–1919.
Där hyrde de den 1936 nedbrunna malmgården Sjövillan. Konstnärerna hyrde övervåningen av makarna Ivar Johnsson och textilkonstnären Vavi Schlyter-Johnsson. Till intimisterna brukar, utöver Axelson, Munthe och Palm, räknas Hilding Linnqvist, Axel Nilsson och Fritiof Schüldt.

## Smedsuddskoloristerna

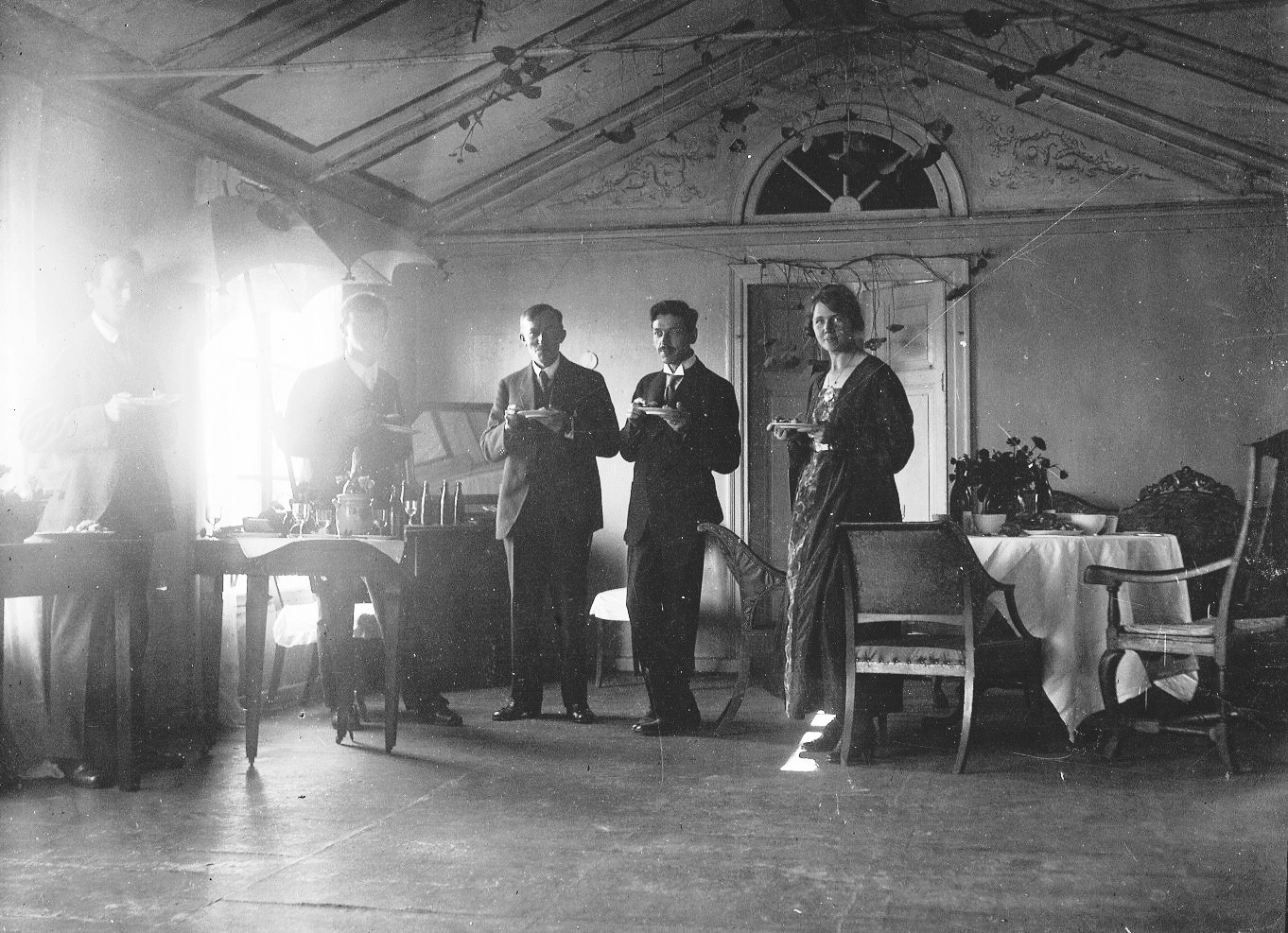
Sjövillans sal, från vänster: Torsten Palm, Alf Munthe, Victor Axelson, Ivar Johansson och fru Vavi Schlyter-Johnsson.
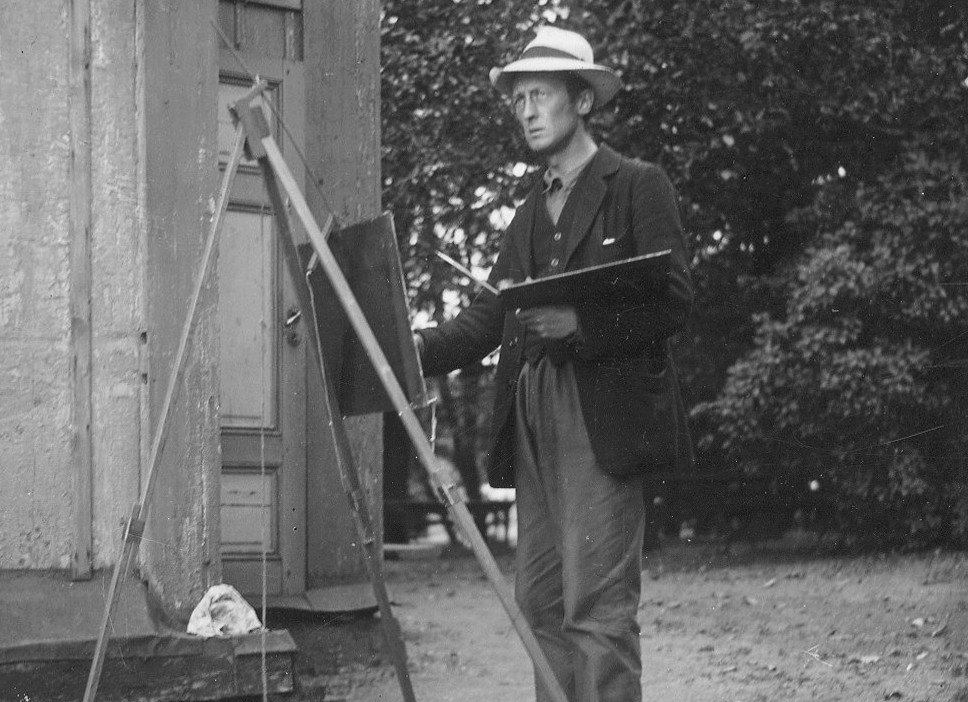
Torsten Palm utanför Sjövillan på Smedsudden.
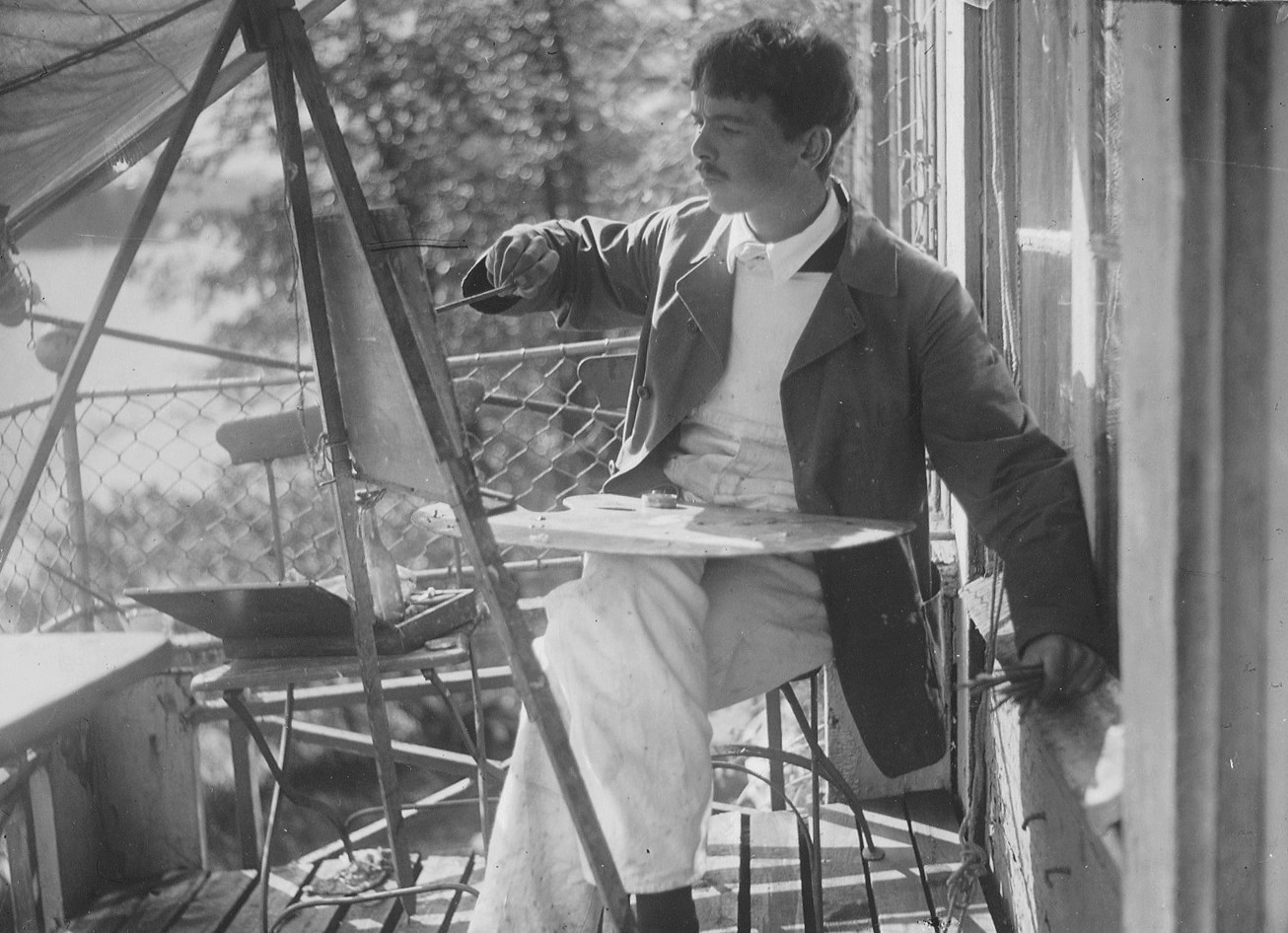
Alf Munthe utanför Sjövillan på Smedsudden.
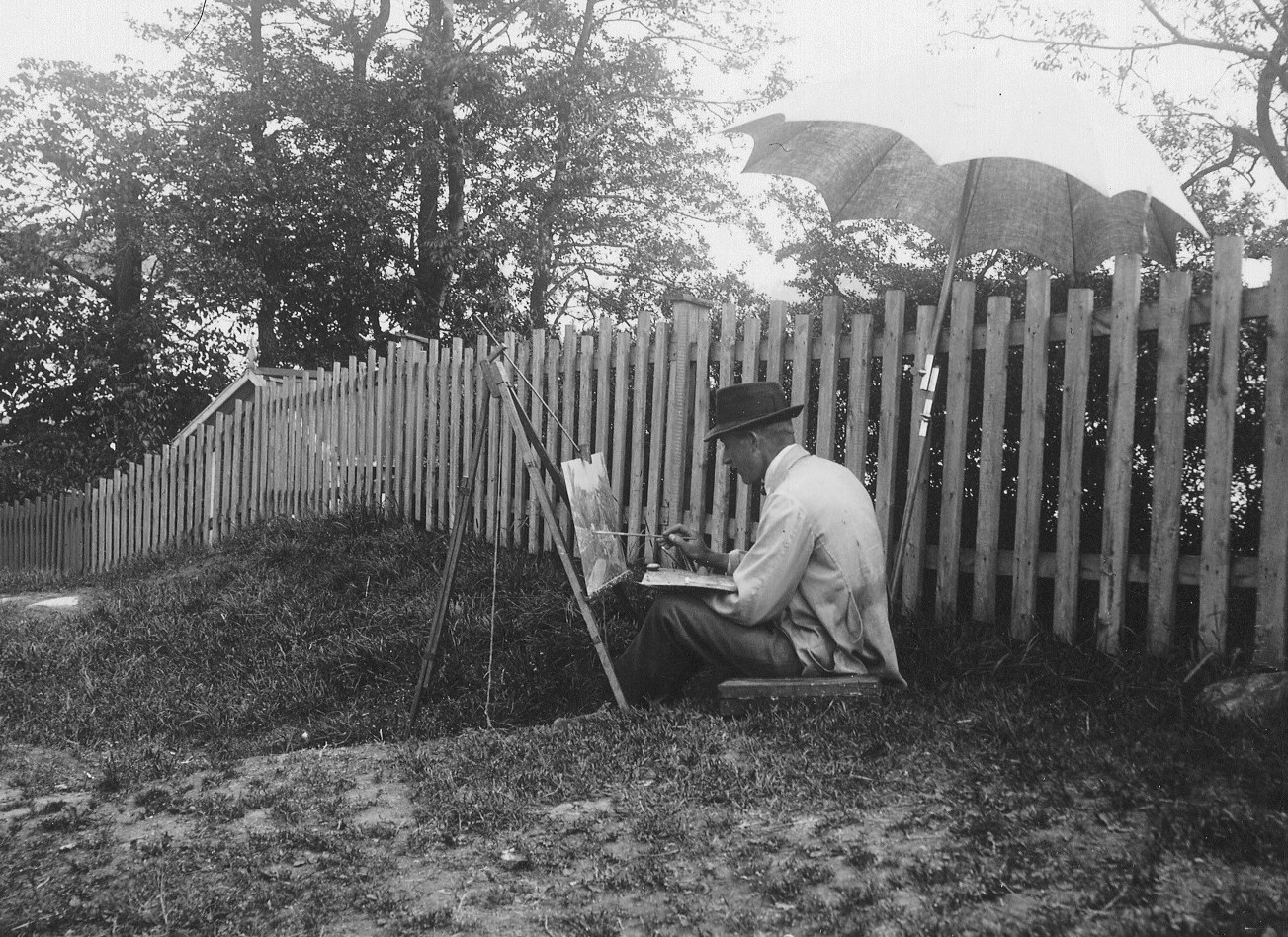
Victor Axelson utanför Sjövillan på Smedsudden.
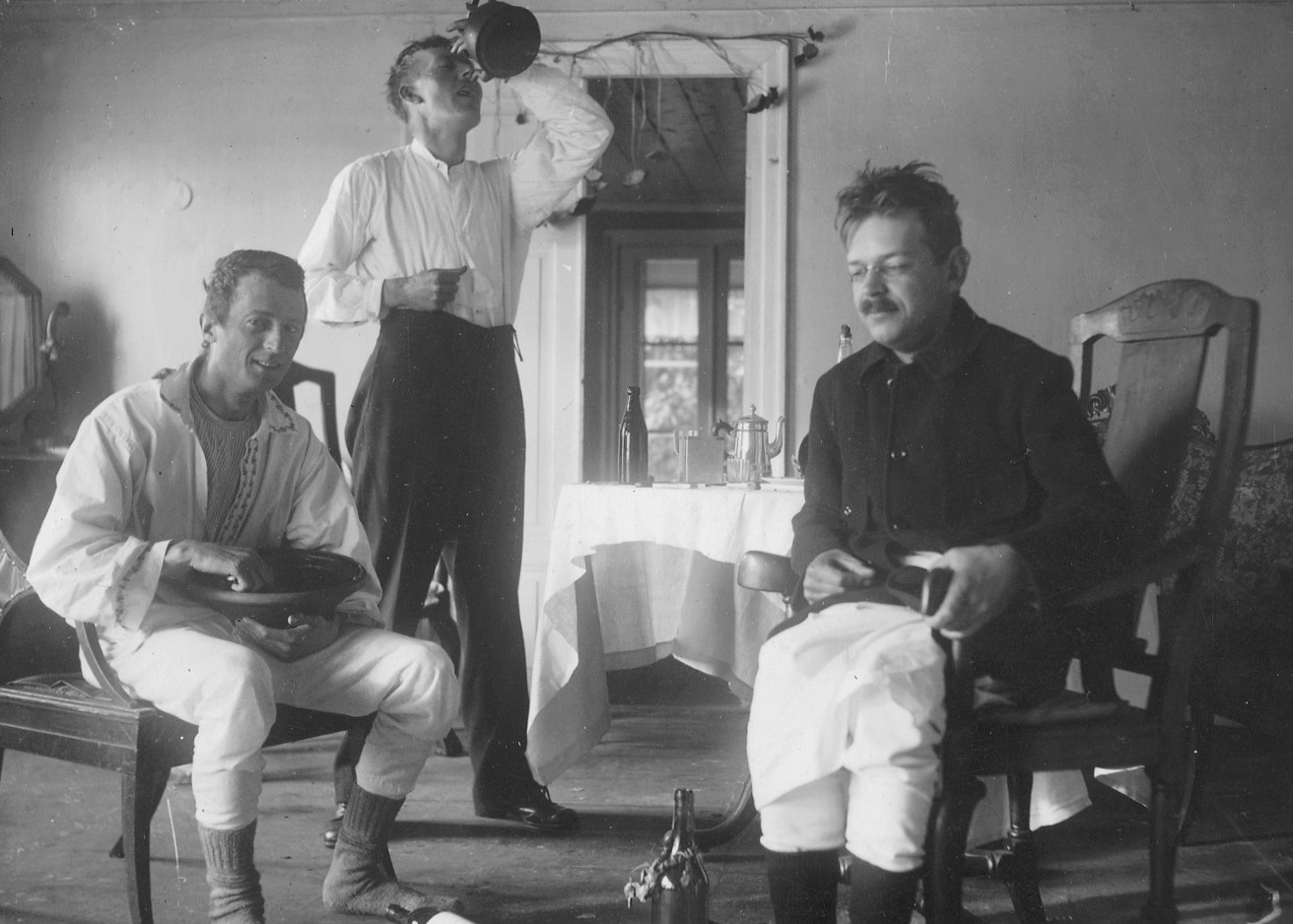
I Sjövillan på Smedsudden, från vänster: Torsten Palm, Victor Axelson, Hans Wilhelmsson Ahlmann.